# Spelaeochernes altamirae
Espèce
Spelaeochernes altamirae est une espèce de pseudoscorpions de la famille des Chernetidae.

## Distribution
Cette espèce est endémique du Pará au Brésil. Elle se rencontre à Medicilândia dans les grottes Caverna de Limoeiro et Caverna Planaltina.

## Étymologie
Son nom d'espèce lui a été donné en référence au lieu de sa découverte, la microrégion d'Altamira.

## Publication originale
- Mahnert, 2001 : Cave-dwelling pseudoscorpions (Arachnida, Pseudoscorpiones) from Brazil. Revue Suisse de Zoologie, vol. 108, no 1, p. 95-148 (texte intégral).